# ちょっと長い関係のブルース
『ちょっと長い関係のブルース』（ちょっとながいかんけいのブルース）は、1985年7月1日に発表された、浅川マキの18枚目のオリジナルアルバムである。
2011年6月15日、紙ジャケット仕様でリマスタリングの上、再発売された（規格品番：TOCT-27079）。

## 解説
本人解説によると、この5年間の中のさまざまなミュージシャンとの出会いにひと区切りをつけた作品である。数々の実験的手法を経て、本作では渋谷毅のピアノだけをバックにうたうことで、ジャズシンガーとしての浅川マキの素晴らしさを改めて実感できる作品となっている。
紙ジャケット盤での再発CDに収められた歌詩カードは、オリジナルレコード（LP盤）の歌詩カードを復刻したもの。

## 収録曲

### side:A
1. また聞こえて来るワルツ
  - 作詩[4]：浅川マキ／作曲：本多俊之

アルバム『幻の男たち』からのリメイク。
2. Dark Change（暗転）
  - 作曲：渋谷毅
3. ちょっと長い関係のブルース
  - 作詩・作曲：浅川マキ

アルバム『マイ・マン』からのリメイク。
4. 秋意
  - 作詩：浅川マキ／作曲：渋谷毅
5. 夜
  - 作詩・作曲：浅川マキ

アルバム『灯ともし頃 MAKI VII』からのリメイク。

### side:B
1. マイ・マン
  - 作詩：C.Pollack／日本語詩：浅川マキ／作曲：Maurice Yvain

アルバム『マイ・マン』からのリメイク。
JASRACデータベース上は、作詞：CHARLES JACQUES MARDOCHEE－WILLEMETZ ALBERT LUCIEN、となっている。
2. セント・ジェームス病院
  - 日本語詩：浅川マキ／作曲：Joe Primrose

アルバム『裏窓』からのリメイク。
3. このごろ
  - 作詩・作曲：浅川マキ
4. 炎の向こうに
  - 作詩：浅川マキ／作曲：本多俊之

アルバム『幻の男たち』からのリメイク。
5. さかみち
  - 作詩・作曲：浅川マキ

アルバム『MAKI LIVE』からのリメイク。

## 演奏者
- 浅川マキ - VOCAL
- 渋谷毅 - PIANO

## レコーディング・スタッフ
- 吉野金次 - RECORDING AND REMIX ENGINEER
- 柳沢一彦 - ASSISTANT ENGINEER
- 田村仁 - PHOTOGRAPHY
- 板垣驥 - DESIGN
- せなまる舎 - MUSIC PRODUCTION
- 柴田徹 - MUSIC PRODUCTION
- 石坂敬一 - EXECUTIVE PRODUCER